# Heinrich Albertz
Heinrich Albertz (22. januar 1915 i Breslau – 18. maj 1993 i Bremen) var en tysk evangelisk præst og politiker (SPD), der var borgmester i Vestberlin mellem 1966 og 1967.
Albertz var søn af hofprædikanten Hugo Albertz og hans anden hustru Elisabeth (født Meinhof). Efter studier i teologi blev Albertz medlem af Die bekennende Kirche. Han blev pågrebet flere gange under Det tredje Rige og blev indkaldt til Wehrmacht i 1941. Efter 2. verdenskrigs afslutning engagerede han sig i flygtningespørgsmål og integration. 
I 1946 blev han medlem af SPD. Han kom hurtigt til at tilhøre inderkredsen om den regerende borgmester Willy Brandt. I 1961 blev han indenrigssenator og i 1963 borgmester og senator for politi, sikkerhed og orden. I 1966 valgtes han til borgmester. Han måtte gå af i 1967 som følge af studenterurolighederne i forbindelse med shahen af Irans besøg i byen 2. juni 1967, hvor en af de protesterende, 28-årige Benno Ohnesorg, blev dræbt af politiet.
Albertz havde forinden sikret SPD en stor fremgang. Partiet fik således 56,9% af stemmerne ved valget i 1967. Heinrich Albertz forlod Berlins parlament i 1970 og fungerede derefter som præst i Zehlendorf (1970-1979). I 1980'erne engagerede han sig i fredsbevægelsen og deltog i demonstrationerne mod NATO's dobbeltbeslutning.